# Selenophorus sinuatus
Selenophorus sinuatus är en skalbaggsart som beskrevs av Leonard Gyllenhaal. Selenophorus sinuatus ingår i släktet Selenophorus och familjen jordlöpare. Inga underarter finns listade i Catalogue of Life.